# یانیک جرز
یانیک رابرت جرز (به انگلیسی: Janick Robert Gers) یک موسیقیدان انگلیسی است که بیشتر به عنوان یکی از سه گیتاریست کنونی گروه موسیقی آیرن میدن (همراه با آدرین اسمیت و دیو مورای) و همچنین همکاری‌اش با گروه‌های گیلان و وایت اسپریت شناخته می‌شود.
وی در گیتارنوازی عمدتاً از ریچی بلکمور، جف بک و نوازندهٔ بلوز ایرلندی، روری گلگر، تأثیر گرفته‌است.